# Tři bratři (film)
Tři bratři je český hudební pohádkový film režiséra Jana Svěráka z roku 2014. Jedná se o filmovou adaptaci dětských minioper Jaroslava Uhlíře a Zdeňka Svěráka (Šípková Růženka, Karkulka, O dvanácti měsíčkách), které vznikly v rámci televizního pořadu Hodina zpěvu a dostaly se do repertoáru řady dětských sborů, mimo jiné i na jeviště Národního divadla v Praze. Úvodní píseň miniopery Šípková Růženka byla rozvinuta do příběhu o třech bratrech, který trojici pohádek propojuje. To vše je zarámováno výstupy Zdeňka Svěráka v roli uvádějícího písmáka, který svou komunikací se stínovými dětmi v sále prostupuje čtvrtou stěnu. V množství cameo rolí vystupuje široká plejáda známých herců.
Titulní trojici bratrů hrají Tomáš Klus, Vojtěch Dyk a Zdeněk Piškula, dále pak účinkují Jiří Lábus, Zuzana Norisová, David Matásek, Ivana Chýlková, Sabina Rojková, Oldřich Kaiser, Miroslav Táborský a Zdeněk Svěrák v roli vypravěče. V roli dvanácti měsíců se objevili mj. Bolek Polívka, Miroslav Vladyka, Miroslav Hanuš, Oldřich Vlach, Václav Helšus. Jde o první film, ve kterém má malou roli i Jaroslav Uhlíř.

## Výroba
Film byl vyroben v koprodukci společnosti Biograf Jan Svěrák, dánské společnosti Phoenix Film a slovenské společnosti Novinski. Natáčení probíhalo od června do října 2013 mj. v obci Ledčice, na zámku Žleby, také u Čestic, v Hluboké nad Vltavou, ve Velharticích a na Děčínském Sněžníku. Na přelomu ledna a února 2014 se dotáčel příběh O dvanácti měsíčkách na Ještědu.
Při natáčení herci zpívali živě, hudbu měli v malých sluchátkách. Soundtrack nahrál Český národní symfonický orchestr.
Film byl uveden do českých kin 14. srpna 2014.

## Příběh
Tři použité operky (Karkulka pochází z alba …zažít nudu – vadí! z roku 2005, Růženka a Měsíčci z alba Takovej ten s takovou tou z roku 2009) jsou zredukovanými úpravami klasických pohádek, jen s drobnými obměnami a specifickými stylizacemi. Všechny tři miniopery jsou do filmu zahrnuty v kompletní podobě, s téměř nepozměněnými texty a zpěvy, avšak v novém hudebním a scénickém aranžmá, jehož autorem je Michal Novinski. Vlastní děje těchto pohádek včetně dialogů jsou tedy kompletně v operetním stylu zpívané, zatímco v rozšířeném a rámcujícím ději dostává prostor i mluvené slovo.
Úvod a vstupy Zdeňka Svěráka v roli vypravěče, písmáka a malíře vykazují jistou podobnost se semináři tvořícími tradiční součást cimrmanovských vystoupení.
Propojení tří příběhů je provedeno expanzí motivu tří bratrů z úvodní písně miniopery Šípková Růženka. Zatímco v původní miniopeře se nejstarší bratr nevzdává, zatímco role mladších dvou bratrů končí konstatováním, že „je to prostě zbytečný usilovat o slečny“, ve filmovém zpracování po prvotním společném neúspěchu rezignují všichni tři bratři, avšak následně jsou vysláni do světa znovu, a tentokrát putuje každý samostatně do jiné pohádky.
Do rámcující funkce expanduje z původní Šípkové Růženky též postava zlé sudičky, Báby z mokřin, ve filmu pojaté jako ježibaba. Zatímco v miniopeře stejně jako v klasické verzi pohádky je její motivace bez bližšího vysvětlení pojata pouze jako pomsta za to, že ji nepozvali, ve filmu je příběh rozšířen o téma léčby neplodnosti královského páru a zlá kletba v tomto kontextu je krutým, ale spravedlivým trestem za lehkomyslné zanedbání závazků plynoucích z asistované reprodukce, která je ve filmu symbolizována léčebným lektvarem od báby z mokřin. Přesto král zůstává ve filmu kladnou postavou, zatímco Bába z mokřin se v dalším ději mění v karikaturu samolibého zla, které je nejprve přelstěno a nakonec zničí samo sebe. S Bábou z mokřin se v úvodní části setkají i tři bratři při své první cestě do světa, čímž Bába spolu s nimi překračuje rámec své domovské pohádky. Jinak na sebe jednotlivé pohádky navazují jen volně, například nejmladší bratr Matěj se stal královským myslivcem poté, co se jeho nejstarší bratr Jan ujal vlády.

## Obsazení

### Vypravěč
| Zdeněk Svěrák | malíř a vypravěč |

### Tři bratři
| Tomáš Klus             | Jan, nejstarší bratr   |
| Zdeněk Piškula         | Matěj, nejmladší bratr |
| Vojtěch Dyk            | Pepa, prostřední bratr |
| Oldřich Kaiser         | otec tří bratrů        |
| Gabriela Míčová        | matka tří bratrů       |
| Veronika Khek Kubařová | pradlena               |
| Jitka Sedláčková       | pradlena               |
| Marika Procházková     | pradlena               |
| Veronika Janů          | pradlena               |
| Dana Marková           | pradlena               |
| Jaroslav Uhlíř         | pán u plotu            |

### Šípková Růženka
| Kateřina Kosová   | Šípková Růženka                |
| David Matásek     | král, otec Růženky             |
| Zuzana Norisová   | královna, matka Růženky        |
| Petr Brukner      | dědeček Růženky, otec královny |
| Jan Holík         | první rádce                    |
| Kamil Halbich     | druhý rádce                    |
| Miroslav Táborský | královský lékař                |
| Anna Beránková    | chůva                          |
| Marie Rottrová    | první sudička                  |
| Iva Bittová       | druhá sudička                  |
| Petra Černocká    | třetí sudička                  |
| Jiří Lábus        | bába z mokřin                  |
| Bořivoj Penc      | šlechtic na svatbě             |
| Ivan Gvera        | stráž                          |
| Marek Šimon       | chasník                        |
| Viktor Dvořák     | chasník                        |

### Červená Karkulka
| Lucie Maria Šťouračová | Červená Karkulka                       |
| Petr Reidinger         | pan Červený, tatínek Karkulky          |
| Jitka Čadek Čvančarová | paní Červená, matka Karkulky           |
| Jitka Smutná           | babička Karkulky, matka pana Červeného |
| Pavel Liška            | holub (hlas)                           |
| František Segrado      | vlk (hlas)                             |

### Dvanáct měsíčků
| Sabina Rojková         | Maruška                           |
| Ivana Chýlková         | macecha                           |
| Alena Doláková         | Holena                            |
| Bolek Polívka          | Leden                             |
| Jan Španbauer          | Únor                              |
| Marián Geišberg        | Březen (namluvil Miroslav Krobot) |
| Miroslav Vladyka       | Duben                             |
| Miroslav Hanuš         | Květen                            |
| Oldřich Vlach          | Červen                            |
| Bohumil Starý          | Červenec                          |
| Karel Beseda           | Srpen                             |
| Stanislav Mitev Dončev | Září                              |
| Václav Helšus          | Říjen                             |
| Pavel Štoll            | Listopad                          |
| Jaromír Hlaváč         | Prosinec                          |

## Přijetí
Film po svém uvedení pětkrát po sobě vyhrál statistiku víkendové návštěvnosti a za první měsíc v kinech získal 404 tisíc diváků a 51 milionů korun na tržbách. S celkovým počtem téměř 670 000 diváků se stal nejnavštěvovanějším filmem roku 2015 v Česku.
Pozornost recenzentů vzbuzovaly například tyto aspekty: [zdroj⁠?!]
- zpívaná forma, která odradila už potenciálního německého kooproducenta, s nímž původně autoři jednali, a specifika uhlířovsko-svěrákovské práce s rýmem, rytmem a přízvuky („V pušce mám kulku, hledám Karkulku“)
- volba „tři v jednom“, tedy volba čtyř volně propojených stručných příběhů místo jednoho, přičemž v každém z dílčích pohádkových světů platí jiná pravidla (pouze v Matějově lese jsou mluvicí a zpívající zvířata), a zarámování vypravěčem a stínohrou.
- nedostatek originality při zpracování klasických námětů, podobnost s jinými zpracováními
- nerealistické ztvárnění vlka (v příběhu o Karkulce), které uráží fanoušky dokonalých filmových triků. Jan Svěrák v rozhovoru příznal, že šlo o řešení z nouze, tedy nedostatku peněz
- řemeslná propracovanost filmu, záběry české krajiny
- motiv pedofilní lásky v příběhu o Karkulce, kdy myslivec dětské postavě Karkulky vyzná lásku (já na tě celé dny myslívám potají) a předběžně ji požádá o ruku (Až trochu vyrosteš a budeš v rozpuku, já bych tě, jestli chceš, požádal o ruku), které v miniopeře nevzbudily pozornost, a ve filmu byly doplněny předběžnou dohodou o budoucím sňatku s panem Červeným, Karkulčiným otcem. Jan Svěrák v rozhovoru pro iDnes.cz uvedl, že kontroverznosti této epizody se tvůrci snažili předejít tím, že pro filmovou roli Matěje zvolili co nejmladšího, tedy patnáctiletého herce.
- specifické pojetí boje proti zlu, v němž pointou je boj proti špatným vlastnostem kladných postav, nikoliv proti zlu personifikovanému ve vlkovi, ježibabě nebo maceše
- obsazení populárních zpěváků – neherců do dvou ze tří hlavních rolí. Jan Svěrák ve videochatu na iDNES.cz tvrdil, že když je v konkursu vybral, vůbec je neznal a nevěděl, že jsou populární.

### Recenze
| „                                          | Čistota až průzračná, hravost až klukovská, řemeslo až puritánsky vypiplané. To jsou tři pomyslné dobré sudičky, které stály nad kolébkou filmu zrozeného jinou trojicí: tvoří ji scenárista Zdeněk Svěrák, skladatel Jaroslav Uhlíř, režisér Jan Svěrák. A do třetice má pohádka Tři bratři šťastnou trojku i v obsazení titulních rolí, které ztvárňují Vojtěch Dyk, Tomáš Klus a Zdeněk Piškula. (…) Zkrátka Tři bratři splnili přesně zadání. Dospělý divák by mohl žádat o chlup víc nadsázky a průraznějších variací na staré známé motivy, což ovšem nechybí hlavní cílové skupině dětí, které svět pohádek teprve objevují. Strach z „minioper“, ze kterých film vychází, se nenaplnil, zpívané pasáže znějí bezprostředně, ač samostatné hity jako Šíleně smutná princezna asi nezrodí. | “ |
| — Mirka Spáčilová, iDNES.cz 12. srpna 2014 | |   |

| „                                         | Bez svěrákovského odstupu a ironie by reklamně načančaná estetika Tří bratrů měla nakročeno někam k sentimentálnímu kýči F. A. Brabce. Ale tvůrci rozumně nevynechají jedinou příležitost ke zcizovákům. Tři bratři si také dobře uvědomují, že pokoušet se navážno znovu interpretovat staletí staré pohádky by byla bláhovost. Místo toho si nezávazně pohrávají s popkulturními aktualizacemi, které mohou notoricky známé příběhy přiblížit malým divákům odkojeným televizí. | “ |
| — Jiří Gregor, Aktuálně.cz 14. srpna 2014 | |   |

| „                                            | Tři bratři se v žánru rodinné hudební pohádky objevili jako něco, co balancuje mezi zjevením a zázrakem, jenž je označením pro jev mimořádný a takřka nevysvětlitelný, který z nějakých důvodů nastal, i když pravděpodobnost, že se tak v současné české filmové tvorbě stane, byla jen nepatrně nenulová. Neokázale, přirozeně a hravě, s elegancí, vtipem a šarmem nás vrací ke skutečným kořenům žánru a čistým pramenům člověčí imaginace a fantazie. | “ |
| — Michal Šobr, Česká televize 14. srpna 2014 | |   |

| „                                  | Jan Svěrák se nechal slyšet, že chtěl klasické české pohádce vrátit sebevědomí, které ztratila napodobováním hollywoodských velkoprodukcí s množstvím digitálních efektů a popkulturních mutací. (…) Nutno však dodat, že ani Tři bratři nejsou, už jen vzhledem k tomu, že míchají dohromady tři pohádky, příkladem pohádkářského purismu. Takže pohádkový grunt, na který režisér také odkazoval, je potřeba chápat jako český pohádkový grunt, a spíš ten televizní. (…) Nicméně výsledek je laskavě vtipný (to se dalo očekávat), v silnějších momentech až groteskní. Navíc celé je to provedeno na profesionální úrovni, a to od kamery, přes choreografii zpívaných kusů, až po výběr herců a práci se „zvířecími neherci“. Zkrátka kvalitně zpracovaný filmový produkt. Nic víc, nic míň. | “ |
| — Aleš Mečíř, Metro 14. srpna 2014 | |   |

| „                                         | Hudební film Tři bratři chce především vrátit dětskému publiku tři tradiční pohádkové příběhy v nezparodované podobě. (…) Že se otec a syn Svěrákové důsledně vyhýbají parodii nebo aktualizacím, ještě neznamená, že by zpracování jednotlivých příběhů postrádalo vtip a invenci. (…) Na Tři bratry určitě stojí za to s dětmi zajít, jen je dobré být připraven na to, že mohutnou kampaní slibují o něco víc, než nakonec nabídnou. | “ |
| — Marcel Kabát, Lidovky.cz 16. srpna 2014 | |   |

## Ocenění
Na cenách Český lev 2014 získal film 10 nominací včetně hlavních za nejlepší film a režii, proměnil ale jen nominace za masky, kostýmy a filmovou scénografii.

## Mluvené slovo
Ke konci roku 2015 vyšla pohádka Tři bratři namluvená Zdeňkem Svěrákem na 2CD. Vyprávění doplňují stejně jako ve filmu písničky. Celková stopáž je 134 minut.